# Antiblemma invenusta
Antiblemma invenusta är en fjärilsart som beskrevs av Walker 1865. Antiblemma invenusta ingår i släktet Antiblemma och familjen nattflyn. Inga underarter finns listade i Catalogue of Life.